# Измайлова, Нина Сергеевна
Нина Сергеевна Измайлова — советский хозяйственный и государственный деятель, лауреат Государственной премии СССР за выдающиеся достижения в труде.

## Биография
Родилась в 1940 году в Москве. Член КПСС.
В 1963—1991 — стеклодув Московского завода электровакуумных приборов Министерства электронной промышленности СССР
За большой личный вклад в совершенствование техники и технологии производства была в составе коллектива удостоен Государственной премии СССР за выдающиеся достижения в труде 1983 года.
Депутат Верховного Совета СССР 11-го созыва.
Жила в Москве.

## Награды
- Орден Ленина (08.08.1986)[2]
- Орден Октябрьской Революции[1]
- Орден Трудового Красного Знамени[1]